# Eulero
Leonhard Euler (AFI: [ˈleːɔnhaʁt ˈɔʏlɐ] ), in italiano noto come Eulero (AFI: [euˈlɛro]) (Basilea, 15 aprile 1707 – San Pietroburgo, 18 settembre 1783) è stato un matematico, fisico e astronomo svizzero.
È considerato il più importante matematico del Settecento, e uno dei massimi della storia. È noto per essere tra i più prolifici di tutti i tempi e ha fornito contributi storicamente cruciali in svariate aree: analisi infinitesimale, funzioni speciali, meccanica razionale, meccanica celeste, teoria dei numeri, teoria dei grafi. Sembra che Pierre Simon Laplace abbia affermato "Leggete Eulero; egli è il maestro di tutti noi".
Eulero è stato senz'altro il più grande fornitore di "denominazioni matematiche", offrendo il suo nome a una quantità impressionante di formule, teoremi, metodi, criteri, relazioni, equazioni. In geometria: il cerchio, la retta e i punti di Eulero relativi ai triangoli, più la relazione di Eulero-Slim, che riguardava il cerchio circoscritto a un triangolo; nella teoria dei numeri: il criterio di Eulero e il teorema di Fermat-Eulero, l'indicatore di Eulero, l'identità di Eulero, la congettura di Eulero; nella meccanica: gli angoli di Eulero, il carico critico di Eulero (per instabilità); nell'analisi: la costante di Eulero-Mascheroni, la funzione gamma di Eulero; in logica: il diagramma di Eulero-Venn; nella teoria dei grafi: (di nuovo) la relazione di Eulero; nell'algebra: il metodo di Eulero (relativo alla soluzione delle equazioni di quarto grado), il teorema di Eulero; nel calcolo differenziale: il metodo di Eulero (riguardante le equazioni differenziali).
Sempre a Eulero si legano altri oggetti matematici, attraverso l'aggettivo "euleriano", quali: il ciclo euleriano, il grafo euleriano, la funzione euleriana di prima specie o funzione beta, e quella di seconda specie o funzione gamma, la catena euleriana di un grafo senza anse, i numeri euleriani (differenti dai numeri di Eulero).
Anche se fu prevalentemente un matematico diede importanti contributi alla fisica e in particolare alla meccanica classica e celeste. Per esempio sviluppò l'equazione delle travi di Eulero-Bernoulli e le equazioni di Eulero-Lagrange. Inoltre determinò le orbite di molte comete.
Eulero tenne contatti con numerosi matematici del suo tempo; in particolare tenne una lunga corrispondenza con Christian Goldbach confrontando con lui alcuni dei propri risultati. Egli inoltre seppe coordinare il lavoro di altri matematici che gli furono vicini: i figli Johann Albrecht Euler e Christoph Euler, i membri dell'Accademia di San Pietroburgo W. L. Krafft e Anders Johan Lexell e il suo segretario Nicolaus Fuss (che era anche il marito di sua nipote); a tutti i collaboratori riconobbe i meriti.
Complessivamente esistono 886 pubblicazioni di Eulero. Buona parte della simbologia matematica tuttora in uso venne introdotta da Eulero, per esempio i per l'unità immaginaria, Σ come simbolo per la sommatoria, f(x) per indicare una funzione e la lettera π per indicare pi greco.

## Biografia

### Infanzia

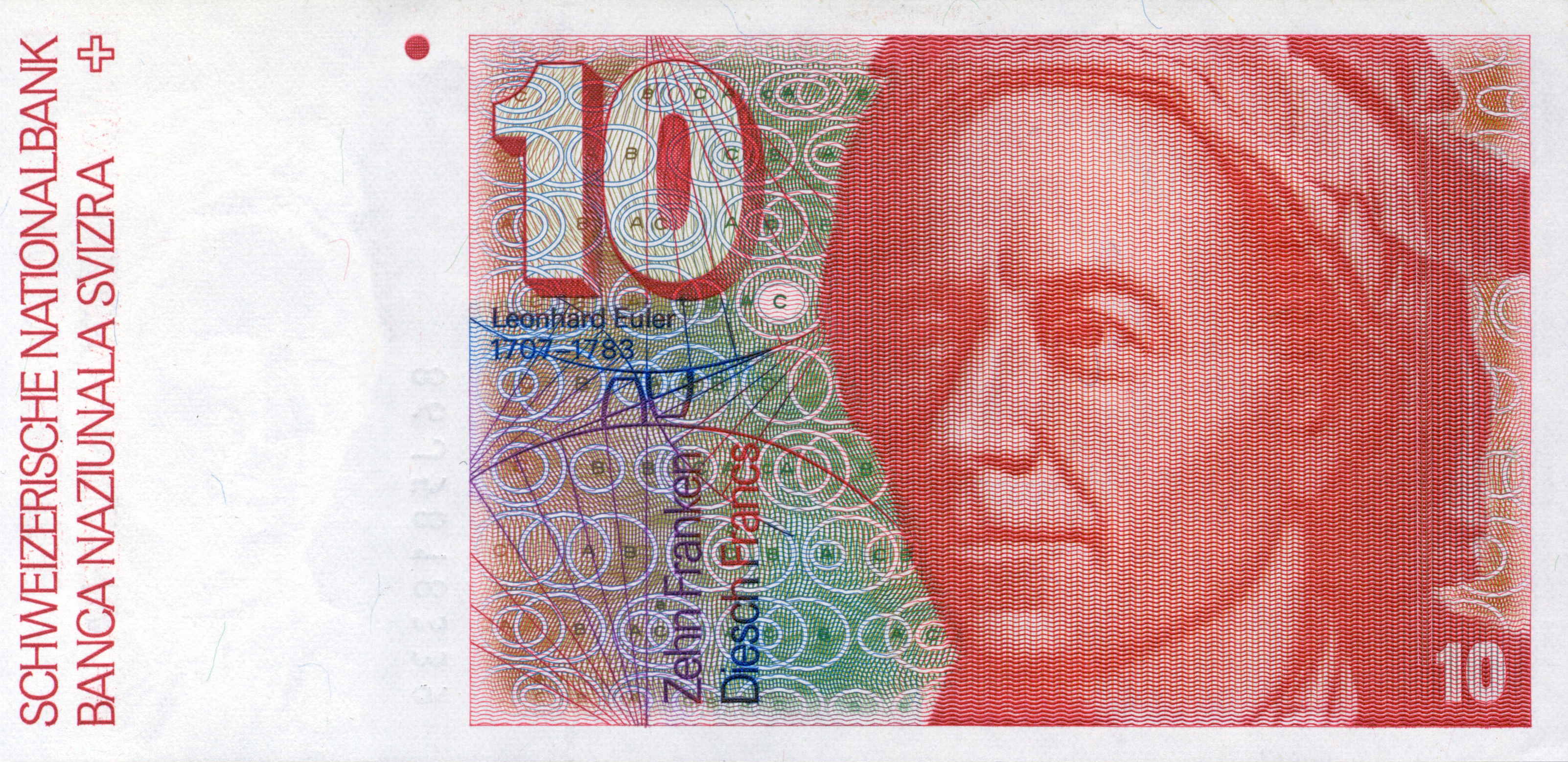
La banconota svizzera da 10 franchi (in uso dal 1976 al 1995) che onora Eulero, il più famoso matematico svizzero

Eulero nacque a Basilea figlio di Paul Euler, un pastore protestante, e di Marguerite Brucker. Dopo di lui nacquero due sorelle, Anna Maria e Maria Magdalena. Poco dopo la nascita di Leonhard, la famiglia si trasferì a Riehen, dove Eulero passò la maggior parte dell'infanzia. Paul Euler era amico della famiglia Bernoulli, e di Johann Bernoulli, uno dei più famosi matematici d'Europa, che ebbe molta influenza su Leonhard. Eulero entrò all'Università di Basilea tredicenne e si laureò in filosofia. A quel tempo riceveva anche lezioni di matematica da Johann Bernoulli, che aveva scoperto il suo enorme talento.
Il padre di Eulero lo voleva teologo e gli fece studiare il greco e l'ebraico, ma Bernoulli lo convinse che il destino del figlio era la matematica. Così, nel 1726 Eulero completò il dottorato sulla propagazione del suono e, nel 1727, partecipò al Grand Prix dell'Accademia francese delle scienze. Il problema di quell'anno riguardava il miglior modo di disporre gli alberi su una nave. Arrivò secondo subito dopo Pierre Bouguer, oggi riconosciuto come il padre dell'architettura navale. Eulero comunque vinse quel premio ben dodici volte nella sua vita.

### San Pietroburgo

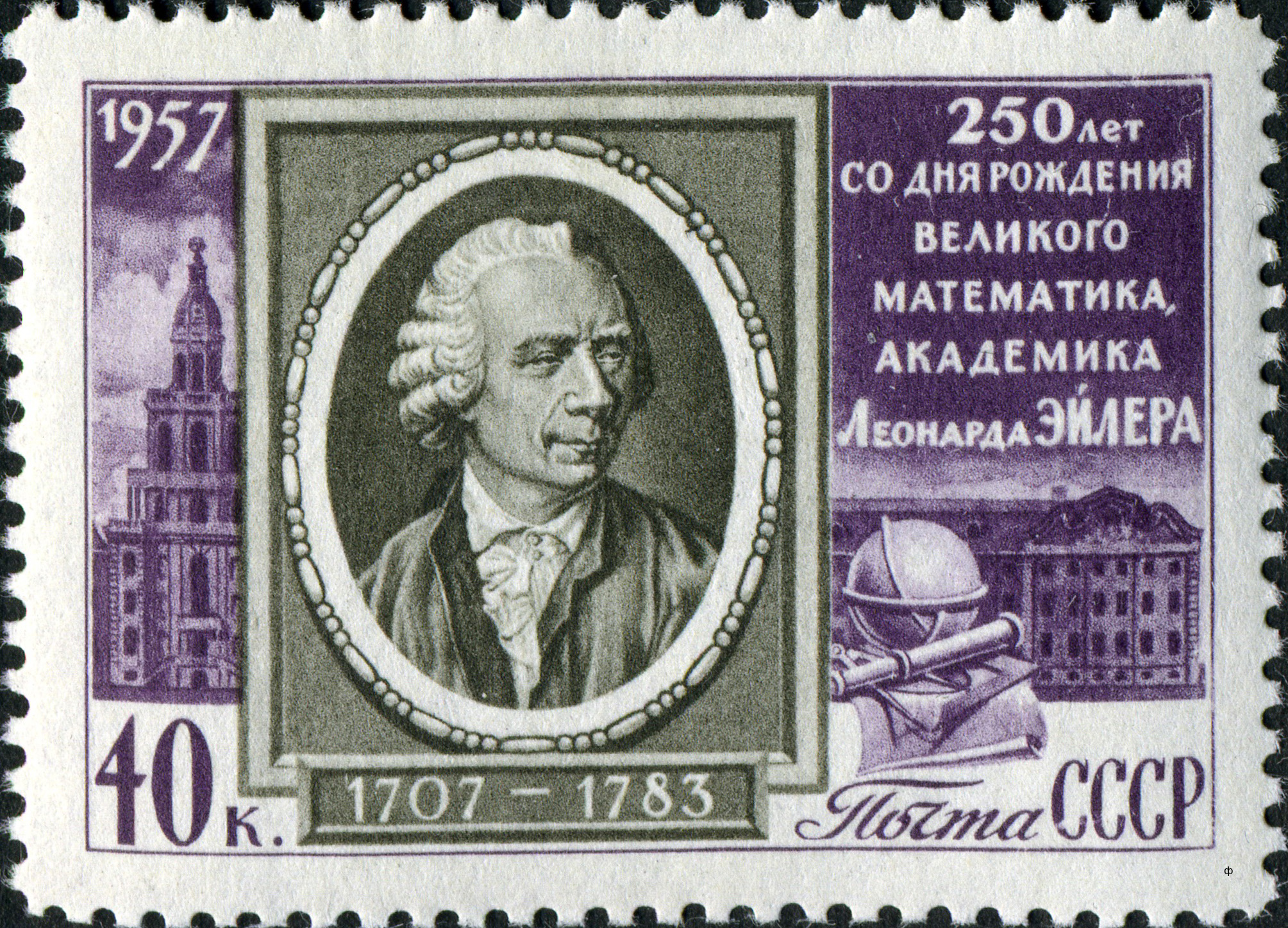
Francobollo emesso in Unione Sovietica nel 1957 per commemorare il 250º anniversario della nascita di Eulero

In quegli anni i due figli di Johann Bernoulli, Daniel e Nicolas, lavoravano all'Accademia imperiale delle scienze di San Pietroburgo. Nel 1726 Nicolas morì e Daniel prese la cattedra di matematica e fisica del fratello, lasciando vacante la sua cattedra in medicina. Per questa fece quindi il nome di Eulero, che accettò. Trovò lavoro anche come medico nella marina russa.
Eulero arrivò nella capitale russa nel 1727. Poco tempo dopo passò dal dipartimento di medicina a quello di matematica. In quegli anni alloggiò con Daniel Bernoulli con cui avviò un'intensa collaborazione matematica. Grazie alla sua incredibile memoria Eulero imparò facilmente il russo. L'Accademia più che un luogo d'insegnamento era un luogo di ricerca. Pietro il Grande infatti aveva creato l'Accademia per poter annullare il divario scientifico tra la Russia imperiale e l'Occidente.
Dopo la morte di Caterina I, che aveva continuato la politica di Pietro, venne al potere Pietro II. Questi, sospettoso degli scienziati stranieri, tagliò i fondi destinati a Eulero e ai suoi colleghi. Nel 1734 il matematico sposò Katharina Gsell, figlia di Georg, un pittore dell'Accademia. La giovane coppia si trasferì in una casa vicino al fiume Neva. Ebbero ben tredici figli, dei quali però solo cinque sopravvissero.

### Berlino
I continui tumulti in Russia avevano stancato Eulero che amava una vita più tranquilla. Gli fu offerto un posto all'Accademia di Berlino da Federico II di Prussia. Eulero accettò e partì per Berlino nel 1741. Visse a Berlino per i successivi 25 anni, e là ebbe anche occasione di conoscere Johann Sebastian Bach. In un quarto di secolo pubblicò ben 380 articoli, oltre che le sue due opere principali l'Introductio in analysin infinitorum, del 1748 e le Institutiones calculi differentialis (1755).
In quel periodo Eulero fece anche da tutore alla principessa di Anhalt-Dessau, nipote di Federico. Le scriverà oltre 200 lettere riguardanti le scienze. Furono pubblicate in un libro che vendette moltissimo: Lettere a una principessa tedesca. Il libro, la cui popolarità testimonia una forte capacità divulgatrice di Eulero, fornisce anche molte informazioni sulla sua personalità e sulle sue credenze religiose.
Nonostante la sua presenza conferisse un enorme prestigio all'Accademia, Eulero dovette allontanarsi da Berlino per un conflitto con il Re. Quest'ultimo, infatti, lo riteneva troppo poco raffinato per la sua corte che, tra le altre personalità, alloggiava addirittura Voltaire. Eulero era un religioso semplice e un gran lavoratore e aveva idee e gusti molto convenzionali. Tutto l'opposto di Voltaire e questo lo rendeva bersaglio delle battute del filosofo.
Oltre che questi contrasti, Federico il Grande di Prussia criticò in un'occasione anche le sue capacità ingegneristiche:
»

### Deterioramento della vista

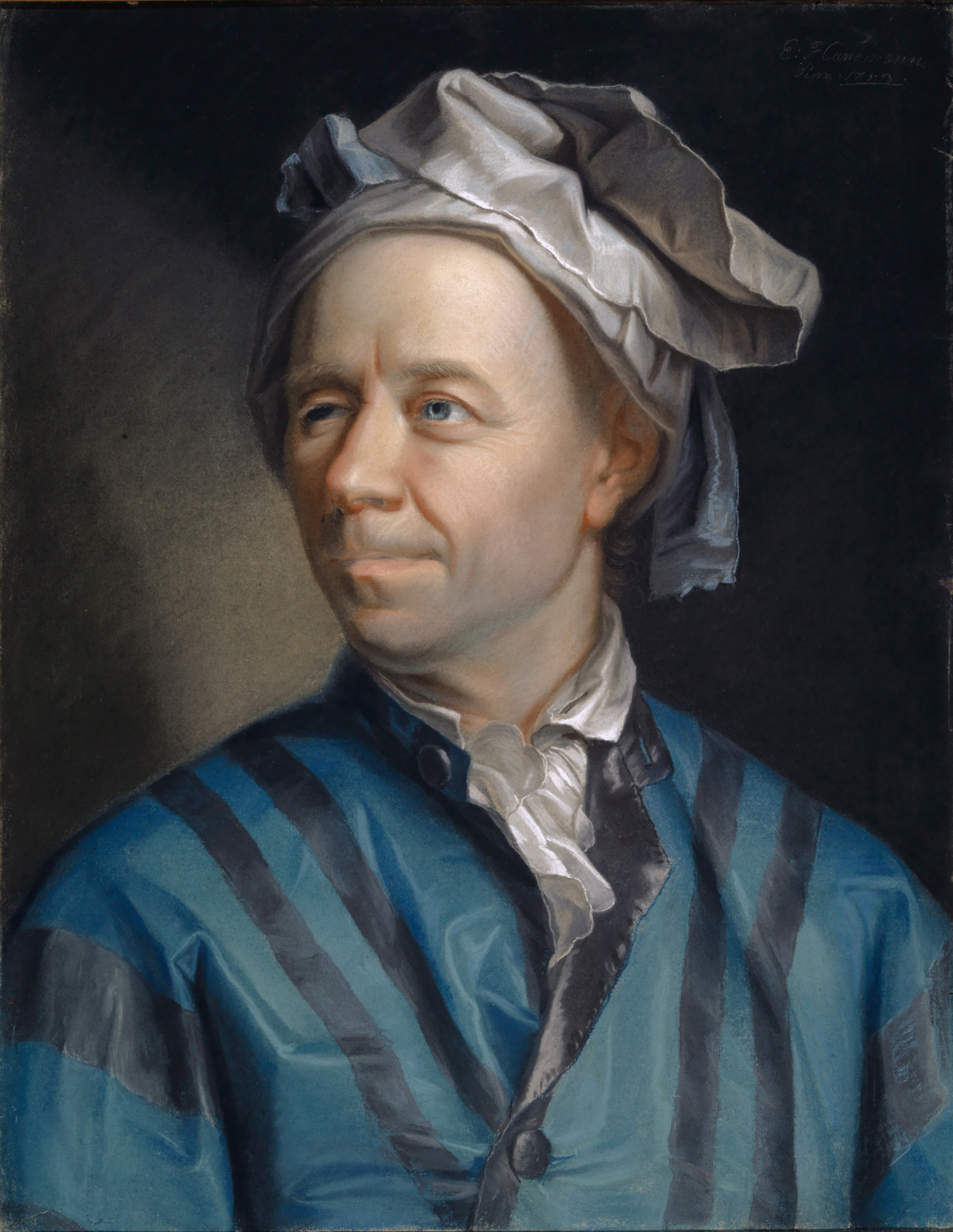
Ritratto di Eulero di Emanuel Handmann, dove si nota la cecità all'occhio destro

La vista di Eulero peggiorò molto durante la sua carriera. Dopo aver sofferto di una febbre cerebrale, nel 1735 diventò quasi cieco all'occhio destro. Tra le cause di questa cecità, Eulero annoverò il lavoro scrupoloso di cartografia che effettuò per l'Accademia di San Pietroburgo. La vista di Eulero da quell'occhio peggiorò così tanto durante il suo soggiorno in Germania che Federico II lo soprannominò "il mio Ciclope". Successivamente Eulero soffrì di cataratta all'occhio sinistro, e questo lo rese quasi completamente cieco. Nondimeno, il suo stato ebbe scarso effetto sul suo rendimento: compensò la vista con le sue abilità mentali di calcolo e memoria fotografica. Per esempio, Eulero poteva ripetere l'Eneide di Virgilio dall'inizio alla fine senza esitazione e dire la prima e l'ultima riga di ogni pagina dell'edizione in cui l'aveva imparata. Dopo la perdita della vista, Eulero fu aiutato da Nicolaus Fuss, che gli fece da segretario.

### Ritorno in Russia

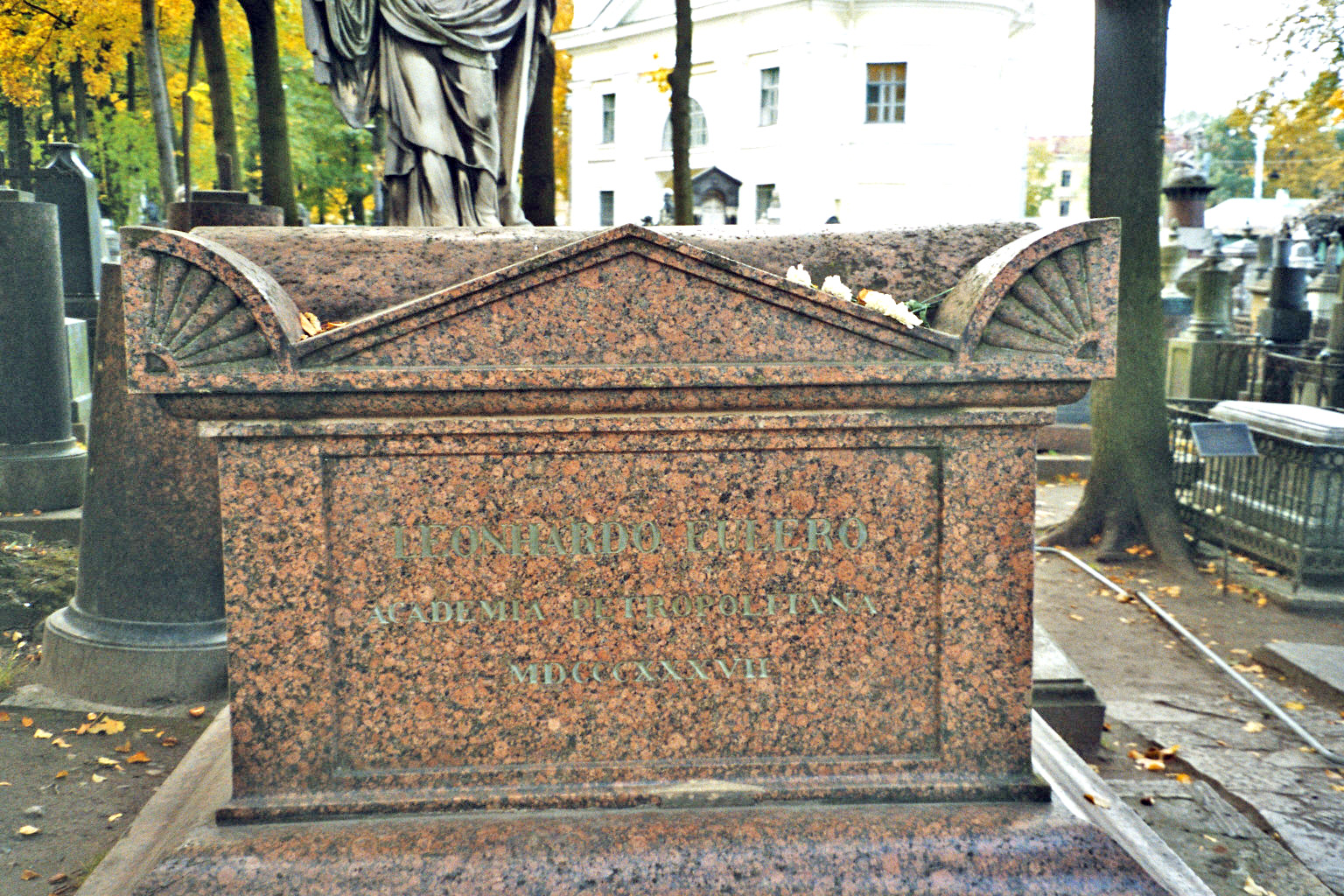
Tomba di Eulero nel Monastero di Aleksandr Nevskij

In Russia la situazione politica si stabilizzò e Caterina la Grande, salita al potere nel 1766, lo invitò a San Pietroburgo. Egli accettò e ritornò in Russia dove restò fino alla morte. Il suo soggiorno fu inizialmente funestato da un evento tragico: nel 1771, mentre lavorava nel suo studio, per San Pietroburgo si propagò un incendio. Eulero, praticamente cieco, non se ne accorse fino a quando il suo ufficio non fu completamente avvolto dalle fiamme. Fu portato fortunosamente in salvo insieme con gran parte della sua biblioteca, ma tutti i suoi appunti andarono in fumo.
Nel 1773 perse la moglie Katharina, dopo quarant'anni di matrimonio. Si risposò tre anni dopo. Il 18 settembre 1783, in una giornata come le altre, in cui discusse del nuovo pianeta Urano appena scoperto, scherzò col nipote e gli fece lezione, fu colto improvvisamente da un'emorragia cerebrale e morì poche ore dopo. Aveva 76 anni. Il suo elogio funebre fu scritto da Nicolaus Fuss e dal filosofo e matematico Marquis de Condorcet, che commentò sinteticamente:
(Eulogy of Euler.)

## Contributi matematici di Eulero

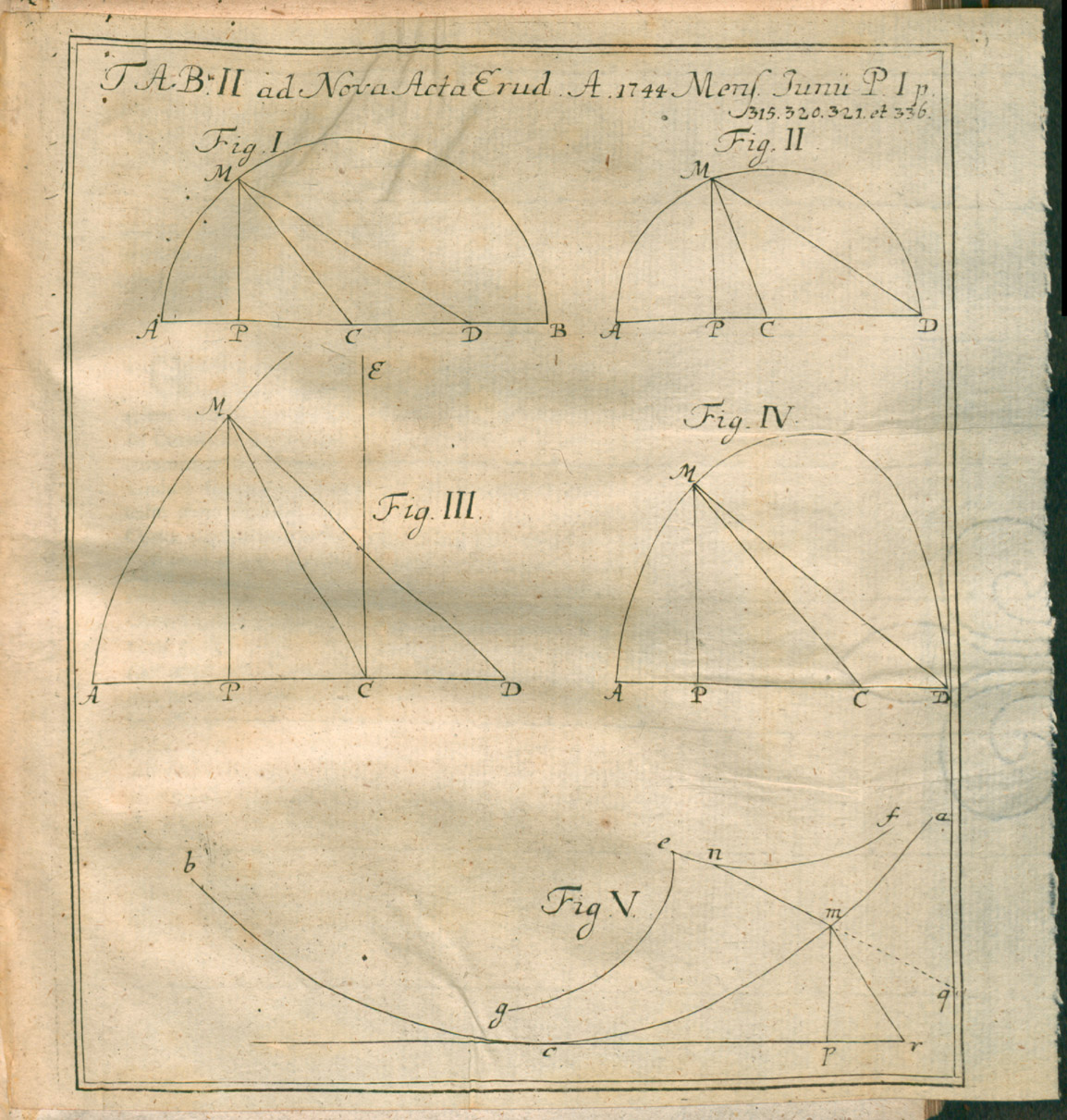
Illustrazione dagli Acta Eruditorum del 1744 all'articolo Solutio problematis... a. 1743 propositi

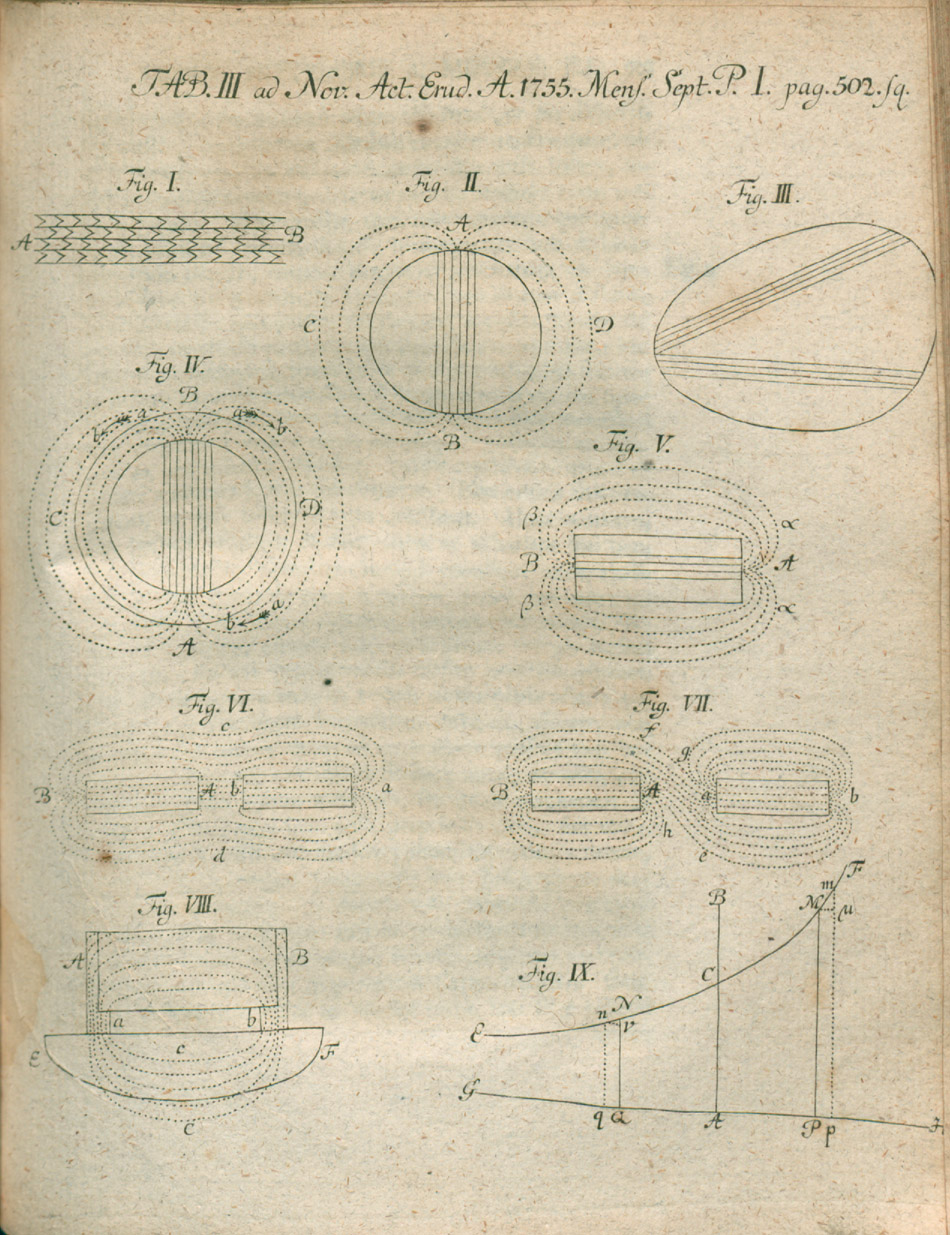
Illustrazione dagli Acta Eruditorum del 1755 alla recensione degli Opusculorum ... continens ... novam theoriam magnetis.

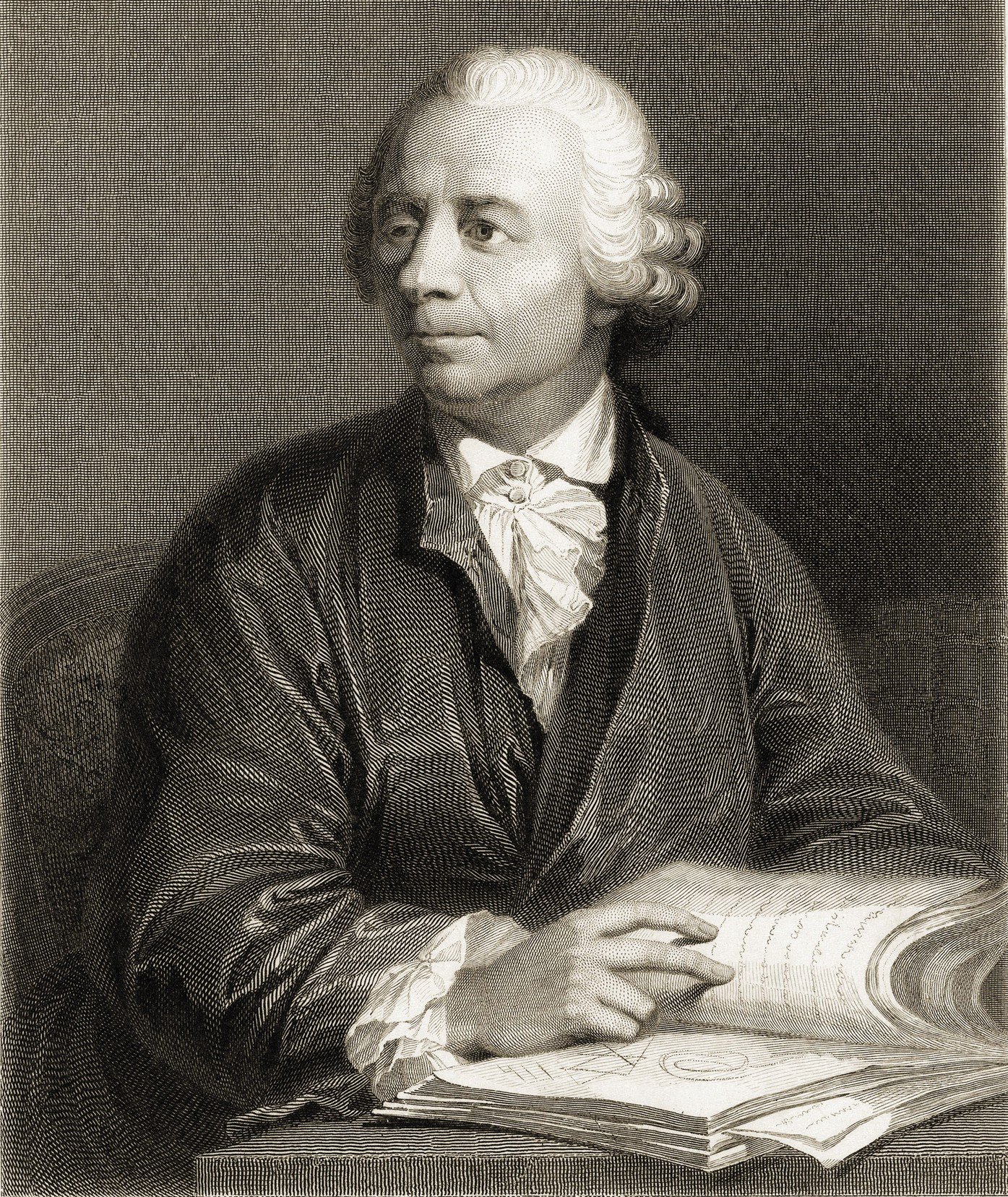
Eulero a 49 anni, dipinto di Emanuel Handmann (1756)

### Notazione matematica
Eulero introdusse moltissime notazioni in uso ancora oggi: tra queste, {\displaystyle f(x)} per la funzione, l'attuale notazione per le funzioni trigonometriche come seno e coseno, e la lettera greca Σ per la sommatoria. Per primo usò la lettera {\displaystyle e} per indicare la base dei logaritmi naturali, un numero reale che ora è appunto chiamato anche numero di Eulero, e la lettera i per indicare l'unità immaginaria. L'uso della lettera greca π per indicare pi greco, introdotto all'inizio del XVIII secolo da William Jones, diventò standard dopo l'utilizzo che ne fece Eulero.

#### Il numero di Eulero (e)
Un esempio significativo su come le notazioni usate da Eulero abbiano preso il sopravvento gradualmente è l'elenco delle notazioni usate per indicare il numero e tra il 1690 e il 1787, tratto da un libro di Florian Cajori, matematico del XIX secolo. In questo elenco Cajori presenta i diversi simboli per il numero e. Dall'introduzione a opera di Eulero la sua notazione è stata accettata quasi universalmente, anche se non mancano le eccezioni.
- 1690  b   Leibniz, Letter to Huygens
- 1691  b   Leibniz, Letter to Huygens
- 1703  a   A reviewer, Acta eruditorum
- 1727  e   Euler, Meditatio in Experimenta explosione tormentorum nuper instituta
- 1736  e   Euler, Mechanica sive motus scientia analytice exposita
- 1747  c   D'Alembert, Histoire de l'Académie
- 1747  e   Euler, various articles.
- 1751  e   Euler, various articles.
- 1760  e   Daniel Bernoulli, Histoire de l'Académie Royal des Sciences
- 1763  e   J. A. Segner, Cursus mathematici
- 1764  c   D'Alembert, Histoire de l'Académie
- 1764  e   J. H. Lambert, Histoire de l'Académie
- 1771  e   Condorcet, Histoire de l'Académie
- 1774  e   Abbé Sauri, Cours de mathématiques

Non si conosce il perché della scelta di Eulero: si potrebbe trattare dell'iniziale di "esponenziale" o la prima lettera dell'alfabeto non ancora usata in matematica (le lettere a, b, c, d erano molto usate).

### Analisi complessa
Eulero diede importanti contributi allo studio dei numeri complessi. Scoprì quella che è oggi chiamata formula di Eulero:
{\displaystyle e^{i\phi }=\cos \phi +i\sin \phi \,.}
Da questa ricavò l'identità di Eulero:
{\displaystyle e^{i\pi }+1=0\,.}
Questa formula, ritenuta da Richard Feynman "la più bella formula di tutta la matematica", collega armoniosamente cinque numeri estremamente importanti: e, π, i, 1 e 0.
Nel 1988, i lettori del Mathematical Intelligencer la votarono come "La più bella formula matematica di sempre". Inoltre Eulero era lo scopritore di tre delle cinque formule più votate.

### Analisi
L'analisi era il campo di studio principale del XVIII secolo e i Bernoulli, amici di Eulero, erano i principali esperti del settore. Scopo principale di Eulero era catturare l'infinito, effettuare operazioni ancora non ben formalizzate, quali somme e prodotti di un numero infinito di numeri. Benché tali operazioni fossero al tempo mancanti di una solida base formale (data oggi dal concetto di limite di una successione e dalla struttura assiomatica dei numeri reali) e le sue dimostrazioni non fossero quindi completamente rigorose, portarono comunque a numerosi risultati corretti che fecero fare all'analisi un grosso passo in avanti.
Per prima cosa Eulero introdusse il concetto di funzione, l'uso della funzione esponenziale e dei logaritmi. Trovò i modi di esprimere le varie funzioni logaritmiche in termini di serie e definì i logaritmi per i numeri complessi e negativi, espandendone notevolmente la portata.
Eulero calcolò quindi il risultato di un certo numero di serie importanti, anche se, come è stato accennato, a quel tempo il significato di "somma e/o prodotto di infiniti termini" non era ancora rigorosamente formalizzato. Ad esempio,
{\displaystyle e=\sum _{n=0}^{\infty }{1 \over n!}={\frac {1}{0!}}+{\frac {1}{1!}}+{\frac {1}{2!}}+\cdots }
Scoprì anche lo sviluppo dell'arcotangente
{\displaystyle \arctan z=\sum _{n=0}^{\infty }{\frac {(-1)^{n}z^{2n+1}}{2n+1}}.}
Nel 1735 risolse il problema di Basilea:
{\displaystyle \sum _{n=1}^{\infty }{\frac {1}{n^{2}}}={\frac {1}{1^{2}}}+{\frac {1}{2^{2}}}+\cdots ={\frac {\pi ^{2}}{6}}}
Successivamente trovò la forma chiusa per la somma dell'inverso di ogni potenza pari. Definì così in modo implicito la funzione zeta di Riemann. Studiando questa funzione scoprì in seguito il prodotto di Eulero e suggerì per primo la formula di riflessione per la funzione zeta. Dimostrò l'infinità dei numeri primi partendo dalla divergenza della serie armonica.
Una sorprendente serie di Eulero, che si potrebbe chiamare "serie armonica corretta", mette in relazione pi greco con gli inversi di tutti i numeri naturali:
{\displaystyle \pi ={1}+{\frac {1}{2}}+{\frac {1}{3}}+{\frac {1}{4}}-{\frac {1}{5}}+{\frac {1}{6}}+{\frac {1}{7}}+{\frac {1}{8}}+{\frac {1}{9}}-{\frac {1}{10}}+{\frac {1}{11}}+{\frac {1}{12}}-{\frac {1}{13}}\cdots }
I segni dei termini, dopo i primi due, si determinano come segue: 
- il denominatore è un numero primo del tipo (4m – 1): segno positivo;
- il denominatore è un numero primo del tipo (4m + 1): segno negativo;
- il denominatore è un numero composto: prodotto dei segni dei singoli fattori.

La sua convergenza è molto lenta, quindi non è adatta per i calcoli, ma rimane comunque tra le più eleganti delle serie che convergono a pi greco.
Grazie a questi risultati Eulero inoltre aprì la strada all'applicazione di metodi analitici nella teoria dei numeri: unì due rami disparati della matematica e introdusse un nuovo campo dello studio, la teoria analitica dei numeri. Nel secolo successivo questa sarebbe arrivata alla formulazione di importanti teoremi e alla formulazione dell'ipotesi di Riemann.
Inoltre Eulero introdusse la funzione gamma e un nuovo metodo per risolvere l'equazione di quarto grado. Trovò un metodo per calcolare gli integrali usando i limiti complessi.
Introdusse la costante di Eulero-Mascheroni definita come:
{\displaystyle \gamma =\lim _{n\rightarrow \infty }\left(1+{\frac {1}{2}}+{\frac {1}{3}}+{\frac {1}{4}}+\cdots +{\frac {1}{n}}-\ln(n)\right).}
Infine, Eulero contribuì enormemente alla nascita del calcolo delle variazioni con le equazioni di Eulero-Lagrange.

### Teoria dei numeri
Il grande interesse di Eulero alla teoria dei numeri fu acceso dal suo amico Christian Goldbach. Molto del suo lavoro sulla teoria dei numeri riguarda la dimostrazione (o confutazione) delle molte congetture di Pierre de Fermat.
Eulero provò la correlazione tra numeri primi e funzione zeta di Riemann scoprendo la formula prodotto di Eulero. Provò poi le identità di Newton, il piccolo teorema di Fermat, il teorema di Fermat sulle somme di due quadrati e diede importanti contributi alla risoluzione del teorema dei quattro quadrati e alla comprensione dei numeri perfetti. Inventò la funzione phi di Eulero φ(n) che assegna a ogni numero naturale il numero di numeri minori di esso e coprimi a esso. Con questa funzione generalizzò il piccolo teorema di Fermat (teorema di Eulero). Eulero congetturò inoltre la legge della reciprocità quadratica.
Uno dei più grandi successi di Eulero in questo campo fu però la dimostrazione dell'ultimo teorema di Fermat per il caso particolare in cui n=3, ossia la dimostrazione che la somma di due cubi non può essere uguale a un cubo. Questa dimostrazione è effettuata per discesa infinita e fa uso anche dei numeri complessi.

### Teoria dei grafi e topologia

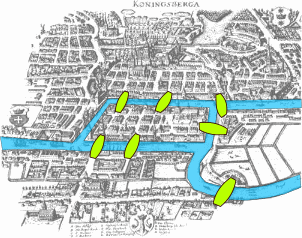
Mappa di Königsberg con i sette ponti messi in evidenza

Nel 1736 Eulero risolse il problema dei ponti di Königsberg. La città di Königsberg (ora Kaliningrad) è percorsa dal fiume Pregel e da suoi affluenti e presenta due estese isole che sono connesse tra di loro e con le due aree principali della città da sette ponti. La questione è se sia possibile con una passeggiata seguire un percorso che attraversa ogni ponte una e una volta sola e tornare al punto di partenza. Eulero dimostrò che la passeggiata ipotizzata non era possibile a causa del numero dispari di nodi che congiungevano gli archi (ossia delle strade che congiungevano i ponti). La soluzione di Eulero diede origine alla teoria dei grafi, che si sarebbe poi evoluta dando origine alla topologia.
Eulero introdusse poi la formula per i poliedri convessi che unisce il numero dei vertici V, degli spigoli S e delle facce F nella cosiddetta relazione di Eulero:
{\displaystyle V-S+F=2\!}
Più in generale, il numero {\displaystyle \chi =V-S+F} è una costante importante, definita per molti enti geometrici (ad esempio, per i poligoni è {\displaystyle \chi =1}), chiamata caratteristica di Eulero. Fu studiata da Cauchy (che tra l'altro diede la prima dimostrazione rigorosa della relazione di Eulero) ed estesa successivamente da Poincaré a molti oggetti topologici (quali ad esempio il toro, che ha {\displaystyle \chi =0}).

### Geometria analitica
Eulero diede anche importanti contributi alla geometria analitica come la formulazione delle equazioni che descrivono il cono, il cilindro, e le varie superfici di rotazione. Dimostrò anche che la geodetica passante per due punti in una qualsiasi superficie si trasforma nella retta passante per quei due punti se la superficie viene appiattita. Fu il primo a considerare tutte le curve insieme senza una predilezione per le coniche e a studiare a fondo anche le curve generate da funzioni trascendenti come la sinusoide.
Svolse anche un importante lavoro di classificazione delle curve e delle superfici. Nell'Introductio in analysin infinitorum si trova poi una completa ed esauriente trattazione delle coordinate polari che vengono esposte nella forma moderna. Per ciò, ancora oggi, spesso si indica erroneamente Eulero come l'inventore di questo sistema di notazione.
Dimostrò anche un paio di semplici teoremi di geometria pura, come per esempio l'affermazione che il circocentro, il baricentro e l'ortocentro di un triangolo sono sempre allineati. In suo onore tale retta fu chiamata retta di Eulero.

### Matematica applicata
Alcuni dei successi più grandi di Eulero furono nell'applicazione di metodi analitici a problemi reali, con l'uso di diagrammi di Venn, numeri di Eulero, costanti, frazioni continue e integrali. Integrò il calcolo integrale di Leibniz con il metodo delle flussioni di Newton il che gli rese più facile risolvere alcuni problemi fisici. In particolare, contribuì allo studio dell'approssimazione degli integrali con vari risultati, tra cui il metodo di Eulero e la formula di Eulero-Maclaurin.

### Teoria musicale
Fra i contributi meno noti di Eulero vi è anche un tentativo di formulare una teoria musicale su basi interamente matematiche. A questo è dedicato il suo trattato Tentamen novae theoriae musicae del 1739, e numerosi altri scritti. Questo lavoro si inserisce in un filone della ricerca matematica a cui avevano già contribuito Marin Mersenne e Cartesio, e che sarà successivamente ripreso da Jean d'Alembert, Hermann von Helmholtz e altri. Nel suo Elogio di Leonhard Euler (1783), il suo assistente Nikolaus Fuss definì quel trattato

### Fisica e astronomia
Eulero contribuì a sviluppare l'equazione di fascio di Eulero-Bernoulli, una pietra miliare dell'ingegneria. Eulero non solo risolse con successo molti problemi fisici, ma ebbe l'idea di applicare le stesse tecniche alla meccanica celeste. Realizzò vari lavori astronomici quali la determinazione esatta delle orbite delle comete e di altri corpi celesti, e il calcolo della parallasse del Sole.
Fu anche l'autore delle equazioni di Eulero in fluidodinamica, un set di equazioni differenziali alle derivate parziali che descrive il trasporto in un fluido senza attrito viscoso. Tali equazioni si contestualizzano in una descrizione del moto dei fluidi in cui si osserva il moto da un sistema di riferimento inerziale. Tale descrizione della fluidodinamica prende il nome di punto di vista euleriano, in alternativa a quello lagrangiano che prende una particella del fluido come riferimento. Sono equazioni fondamentali nella fluidodinamica, e si narra che Eulero passasse molto tempo nel suo ufficio alla finestra a guardare scorrere il fiume Neva a San Pietroburgo, che lo ispirò nel condurre, con l'aiuto di altri, le prime misure sul moto dell'acqua del fiume che lo portarono poi a dedurre le famose equazioni.

## Principi filosofici e religiosi
Molto di ciò che sappiamo sulla filosofia di Eulero ci arriva dalle Lettere a una principessa tedesca.
Anche se fu il più grande matematico del periodo illuminista le idee di Eulero erano molto distanti dall'illuminismo.
Era infatti un religioso fervente e una persona semplice. Eulero era protestante e si interessava anche di teologia. Ciò è dimostrato da alcuni suoi testi come Rettung der Göttlichen Offenbahrung Gegen die Einwürfe der Freygeister (Difesa delle rivelazioni Divine contro le obiezioni dei liberi pensatori). Fa notare John Derbyshire nel suo L'ossessione dei numeri primi:,
(John Derbyshire, L'ossessione dei numeri primi)
È anche ricordato nel Calendario dei Santi della Chiesa luterana il 24 maggio.
Un aneddoto vuole che mentre Eulero si trovava alla corte russa, arrivasse lì Denis Diderot. Il filosofo, che incitava all'ateismo, chiese beffardamente a Eulero se avesse una dimostrazione matematica dell'esistenza di Dio. Eulero rispose: "Signore, {\displaystyle {\begin{matrix}{\frac {a+b^{n}}{n}}=x\end{matrix}}}, quindi Dio esiste!". Diderot, che (secondo la storia) non capiva la matematica, rimase disorientato e non poté confutare la prova, abbandonando la corte il giorno dopo. L'aneddoto è quasi certamente falso dal momento che Diderot era un matematico capace.

## Opere
Tra le opere di Eulero vi sono:

Firma di Eulero.

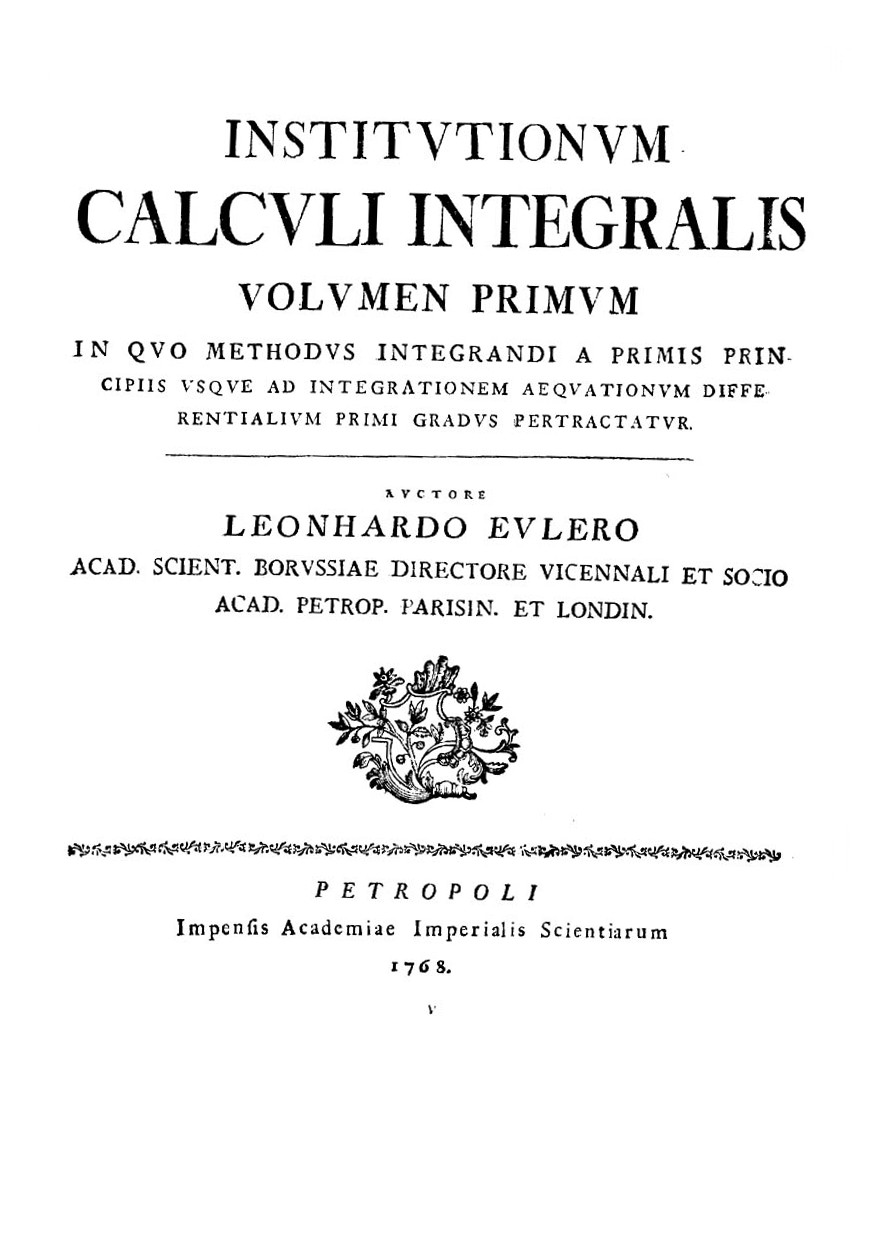
Institutionum calculi integralis, 1768

- (LA) Mechanica sive motus scientia analytice exposita, vol. 1, San Pietroburgo, Accademia delle Scienze, 1736.
- (LA) Mechanica sive motus scientia analytice exposita, vol. 2, San Pietroburgo, Accademia delle Scienze, 1736.
- (LA) Tentamen novae theoriae musicae ex certissimis harmoniae principiis dilucide expositae, San Pietroburgo, Accademia delle Scienze, 1739.
- Solutio problematis ad geometriam situs pertinentis (1741)
- Dissertatio de magnete (1743)
- (LA) Methodus inveniendi lineas curvas maximi minimive proprietate gaudentes sive solutio problematis isoperimetrici latissimo sensu accepti, Losanna & Ginevra, Marc Michel Bousquet, 1744.
- (LA) Theoria motuum planetarum et cometarum, Berlino, Johann Gottfried Michaelis, 1744.
- Introductio in analysin infinitorum (1748)
- (LA) Introductio in analysin infinitorum, vol. 1, Losanna, Marc Michel Bousquet, 1748.
- (LA) Introductio in analysin infinitorum, vol. 2, Losanna, Marc Michel Bousquet, 1748.
- Institutiones calculi differentialis (1755)
- Theoria motus corporum solidorum seu rigidorum (1765)
- (LA) Institutionum calculi integralis, vol. 1, San Pietroburgo, Accademia delle Scienze, 1768.
- (LA) Institutionum calculi integralis, vol. 2, San Pietroburgo, Accademia delle Scienze, 1769.
- (LA) Institutionum calculi integralis, vol. 3, San Pietroburgo, Accademia delle Scienze, 1770.
- (LA) Institutionum calculi integralis, vol. 4, San Pietroburgo, Accademia delle Scienze, 1794.
- Vollständige Anleitung zur Algebra (1770)
- Lettres à une Princesse d'Allemagne (1768-1772)
- Theoria motuum lunae (1772)
- (FR) Théorie complete de la construction et de la manoeuvre des vaisseaux, Parigi, Charles Antoine Jombert, 1776.
- (LA) Constructio lentium obiectivarum ex duplici vitro, San Pietroburgo, Accademia delle Scienze, 1762.
- (FR)  Ecrits sur la musique, Parigi, Hermann, 2015. ISBN 2-7056-9092-1 (vol. 1). ISBN 978-2-7056-9128-8 (vol. 2).